# Pedro Soto (rugby à XV)
Pour les articles homonymes, voir Pedro Soto.
Pas d'image ? Cliquez ici

a Compétitions nationales et continentales officielles uniquement.

b Matchs officiels uniquement.
Dernière mise à jour le 29 août 2023.
Pedro Soto, né le 15 mars 1995, est un joueur lituano-argentin de rugby à XV qui évolue au poste d'arrière ou de demi d'ouverture.

## Biographie
Pedro Soto est le fils de Pablo Soto, joueur du club de Banco Nación qui avait participé au titre URBA de 1989, ainsi qu'à la victoire historique du club face à la sélection anglaise en 1990. Formé au club dès ses 6 ans, Pedro a l'occasion d'affronter son père lors d'un match commémorant les anciens de 1989 en 2014. Il s'agissait alors de la première année sénior de Pedro, qui a aidé l'équipe à remonter en Groupe 1, le championnat qualificatif pour le Top 14. 
Malgré le fait que Banco Nación n'évolue qu'au deuxième niveau de l'URBA, Pedro Soto est convoqué en 2019 par Ignacio Fernández Lobbe pour préparer l'Americas Rugby Championship 2019 avec l'Argentine XV. Il ne dispute toutefois aucune rencontre de la compétition. Il envisage alors de poursuivre sa carrière en Europe, et se renseigne sur ses origines. Il apprend que ses grands-parents sont Lituaniens, et entame les démarches pour obtenir un passeport. Une fois celui-ci obtenu, il arrive en Espagne en janvier 2021 au sein de l'UE Santboiana. Il dispute cinq rencontres sous ses nouvelles couleurs, puis quitte le club à l'intersaison pour rejoindre l'USA Limoges en Fédérale 1, où il s'impose comme le titulaire à l'arrière. Il rejoint le Rennes Étudiants Club rugby en 2022.
Après son arrivée en Europe, il contacte la fédération lituanienne via les réseaux sociaux afin de porter les couleurs de la sélection nationale. C'est chose faite en mars 2022, à l'occasion de la réception de la Belgique.

## Statistiques

### En sélection
| Année | Compétition   | Matchs | Points | Essais | Transf. | Drops | Pénal. |
| ----- | ------------- | ------ | ------ | ------ | ------- | ----- | ------ |
| 2022  | RET 2021-2022 | 2      | 12     | -      | -       | -     | 4      |
| Total | Total         | 2      | 12     | -      | -       | -     | 4      |